# Ла-Лібертад (регіон)
Ла-Лібертад (ісп. La Libertad — «воля», повна назва Región La Libertad) — регіон на північному заході Перу. Межує з регіонами Ламбаєке, Кахамарка і Амазонас на півночі, Сан-Мартін на сході, Анкаш і Уануко на півдні, омивається Тихим океаном на заході. Столиця департаменту — місто Трухільйо, третє за розміром та економічною важливістю місто країни. Головний порт департаменту, Салаверрі, розташований біля його столиці, є одним з найбільших портів Перу.